# 1. Tennis-Bundesliga (Herren) 2020
Die Tennis-Bundesliga der Herren wurde im Jahr 2020 aufgrund der COVID-19-Pandemie abgesagt. Sie hätte mit zehn Mannschaften vom 5. Juli bis 16. August zum 49. Mal ausgetragen werden sollen.

## Mannschaften
| Mannschaften                |
| --------------------------- |
| Rochusclub Düsseldorf       |
| TC Großhesselohe            |
| HTC Blau-Weiß Krefeld       |
| TSV 1860 Rosenheim (N)      |
| Kölner THC Stadion Rot-Weiß |
| TC Blau-Weiss Neuss (N)     |
| TK Grün-Weiss Mannheim (M)  |
| TK Kurhaus Aachen           |
| TuS Sennelager              |
| Badwerk Gladbacher HTC      |

|                      |                                                                |
| Zum Saisonende 2019: |                                                                |
| (M)                  | Meister, Meister in der Vorsaison                              |
| (N)                  | Neuling, Aufsteiger aus der 2. Tennis-Bundesliga (Herren) 2019 |